# Handschuhmacher

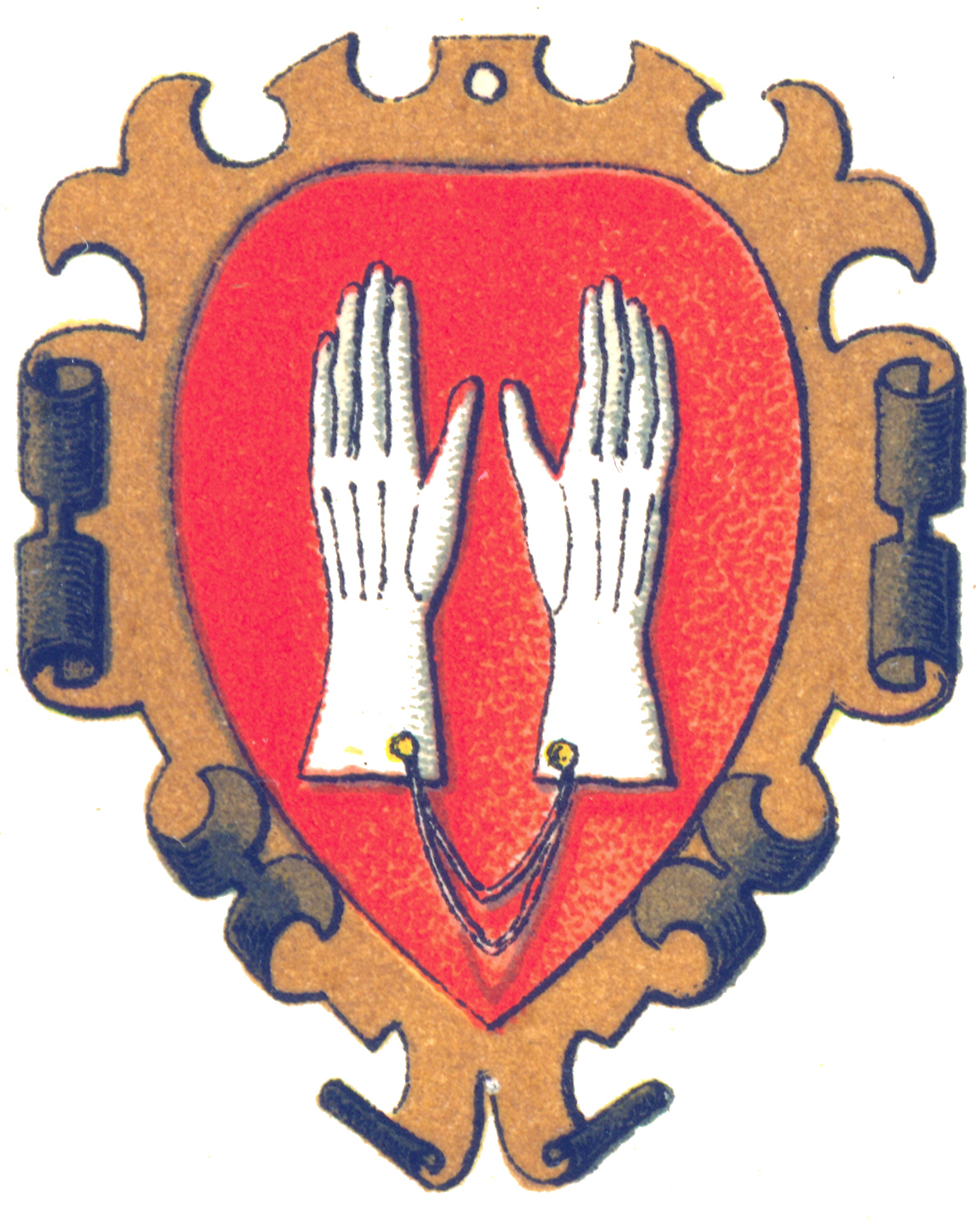
Zunftwappen der Handschuhmacher

Handschuhmacher ist ein Handwerksberuf. Handschuhmacher stellen hauptsächlich Handschuhe aus Leder her. Sie fertigen Entwürfe an, richten Leder zu und verarbeiten es zu Handschuhen. Weitere verwendete Materialien sind beispielsweise Filz, Stoff, Pelz oder Stroh.

Inneres einer Handschuhwirkerstube

## Historisches
Der Beruf des Handschuhmachers ist in Deutschland im Aussterben begriffen. Laut Mitteilung des Zentralverbandes des deutschen Handwerks im Jahr 2011 wurden in den letzten 15 Jahren nur vier Handschuhmacher ausgebildet. Zudem sind „Handschuhmacher und Handschuhmacherin“ seit dem 26. Februar 2011 keine anerkannten Ausbildungsberufe mehr.
Das Handschuhmacherhandwerk erlebte im 19. Jahrhundert seine Blütezeit. Der größte Teil der in Deutschland produzierten Handschuhe wurde zu jener Zeit in Heimarbeit hergestellt.
In Österreich gab es nach dem Zweiten Weltkrieg allein in Wien noch 48 Handschuhmacher; 2023 gibt es nur mehr einen aktiven Handschuhmacher in Wiener Neustadt.
Auch in München arbeitet noch ein Unternehmen mit zwei Handschuhmachern. In Deutschland sind zwei Meisterberufe damit verbunden. Der eine dehnt das Leder, der andere näht.
Vor einigen Jahren wurde die touch-Fähigkeit (= Bedienbarkeit für Smartphone-Touchscreens) entwickelt. Diese kann in das Leder eingegerbt werden oder wird durch Dünnstellen an den Fingerspitzen erzielt.

## Handschuhwirker
In der Regel war die ganze Familie in der Handschuherzeugung beschäftigt: Der Mann am Webstuhl, die Frau an der Nähmaschine, ungeübte Kräfte und Kinder jeden Alters werkten am Spulrad oder wurden zu verschiedenen Hilfsdiensten herangezogen. Der für die Produktion benötigte Wirkstuhl wurde dem Handschuhmacher von einem Unternehmer gegen Entgelt zur Verfügung gestellt. Dieser nahm ihm nicht nur die Ware gegen einen bestimmten Preis ab, sondern versorgte ihn auch mit Garn, Seide und anderen Gewirken, die er zur Herstellung der Handschuhe benötigte.
Die Produktionsschritte, die zur Herstellung von gewirkten Handschuhen notwendig waren, wurde in einem zeitgenössischen Artikel so beschrieben:
„Mit den Füßen bewegt der Wirker die Tritte a (siehe dazu die Abbildung Am Wirkstuhl), wodurch sich die Welle b um die eigene Achse dreht und zum Werden der Masche die eigenartig geformten, senkrecht stehenden Stahlplättchen e, sogenannte Platinen, niederdrückt. Den Faden dazu holen sich diese von den oben auf den Galgen d befindlichen Spulen durch die herüber und hinüber laufenden Fadenführer e. Das Treten des Teiles f bringt mittels der Holzschiene g die eiserne Presse h auf die Nadeln, was mit dem durch die Druckstange i gleichzeitig erfolgenden Herüberziehen des Werkes die neugewonnene Masche zu der auf den Nadeln schon hängenden Ware reiht. So geht das weiter, bis diese bis zum Daumen fertig ist. Nachdem sie abgesprengt werden, sind noch vier Paar Längen auf gleiche Art zu machen. Alle sechs Paare werden dann an der Daumenstelle in der Breite des Daumens wieder an die Nadeln gestoßen. Das Wirken beginnt wieder von neuem, bis schließlich bei der Fingerkuppe unter Inanspruchnahme der auf die Träger k gelegten Mindermaschine l das Verschrägen der Fingerspitze durch Zusammenlegen der Maschen bewirkt wird. Seit einigen Jahren verstärkt man auch die Fingerkuppe durch Hinzufügen eines weiteren Fadens, wodurch die Doppelspitze entsteht. Das jetzt fertig gewordene Stück wird in Daumenbreite mit Längsschnitten versehen und damit sind die 12 Daumen für ein paar halbes Dutzend Paar Handschuhe fertig. Bei der Abendarbeit wird an der Seite des Stuhles in die Öse m ein Leuchter mit Leuchtkugel n gestellt, eine mit ganz klarem Wasser gefüllte Glaskugel, eine sogenannte Schusterkugel, die den Schein der dahinter befindlichen Lampe auf die Nadeln wirft.“.
Die frei aus dem Gedächtnis in die Ware hineingearbeiteten Muster, die meist aus Blumen, Ranken, Blättern, Bäumchen, Girlanden, Sternen, Streifen etc. bestanden, waren dem Arbeiter vielfach selbst überlassen. Dieser musste dabei alle Aufmerksamkeit seiner Arbeit widmen, denn ein einziger Fehlgriff verdarb ihm zwei Paar Anfänge und beraubte ihn des sechsten Teiles seines Tagesverdienstes. War der Handschuh auf dem Wirkstuhl fertig, so bekam ihn das Wirkerkind zum Fädeln. Dieses reihte von den Fingerkuppen die Maschenhenkel mit der Nähnadel an den Faden, zog diesen zusammen und verknüpfte ihn. Nun erst konnte die Frau des Wirkers den Handschuh mit der Nähmaschine zusammennähen. Dann fehlten zur Vollendung nur noch die seidenen Nähte oben auf der Hand. Diese Arbeit wurde ebenfalls zum größten Teil in der Wirkstube verrichtet, indem der Handschuh in kleinere Maschinen eingespannt und der Zwickel mit der Hand vernäht wurde. An einem Tag konnte ein geübter Handschuhmacher 12 Paar Handschuhe herstellen. Der Werklohn war bescheiden, vom Erlös musste der Heimarbeiter in der Regel neben dem Stuhlzins auch noch die Auslagen für den Bruch von Nadeln und Platinen bestreiten. In der Appretur des Unternehmers wurden die Handschuhe zur Erzielung eines gefälligen Aussehens über heiße Formen gebracht, nach Fehlern untersucht, gestempelt, geheftet und schließlich verpackt, womit sie endlich zum Verschicken bereit waren.
Zu einer der bedeutendsten deutschen Handschuhmacherstädte entwickelte sich neben Metzingen im 20. Jahrhundert Johanngeorgenstadt im Erzgebirge. Mit dem Ende der DDR wurde die Produktion eingestellt und im Ort produziert nur noch ein einziger Handschuhmacher in einer privaten Schauwerkstatt.